# NATO (album)
NATO è un album in studio del gruppo musicale sloveno Laibach, pubblicato nel 1994.

## Il disco
Si tratta di un disco di cover di brani aventi come tema la guerra.

## Tracce
1. Nato – 5:45 (cover Mars - the Bringer of War, Gustav Holst)
2. War – 4:10 (cover The Temptations)
3. Final Countdown – 5:40 (cover Europe)
4. In the Army Now – 4:31 (cover Bolland)
5. Dogs of War – 4:43 (cover The Dogs of War, Pink Floyd)
6. Alle gegen alle – 3:52 (cover Deutsch Amerikanische Freundschaft)
7. National Reservation – 3:46 (cover Indian Reservation, Paul Revere & the Raiders)
8. 2525 (cover In the Year 2525, Zager and Evans)
9. Mars on River Drina – 4:48 (cover Marš na Drinu, Stanislav Binički)